# Tsend-Ayuushiin Naranjargal
Tsend-Ayuushiin Naranjargal (27 de enero de 1992) es una deportista mongola que compite en judo. Ganó tres medallas en los Juegos Asiáticos entre los años 2010 y 2018, y cuatro medallas en el Campeonato Asiático de Judo entre los años 2011 y 2015.

## Palmarés internacional
| Juegos Asiáticos    | Juegos Asiáticos        | Juegos Asiáticos  | Juegos Asiáticos |
| Año                 | Lugar                   | Medalla           | Categoría        |
| ------------------- | ----------------------- | ----------------- | ---------------- |
| 2010                | Cantón (China)          | Medalla de bronce | –70 kg           |
| 2014                | Incheon (Corea del Sur) | Medalla de bronce | –70 kg           |
| 2018                | Yakarta (Indonesia)     | Medalla de bronce | –70 kg           |
| Campeonato Asiático |                         |                   |                  |
| Año                 | Lugar                   | Medalla           | Categoría        |
| 2011                | Abu Dabi (EAU)          | Medalla de bronce | –70 kg           |
| 2012                | Taskent (Uzbekistán)    | Medalla de bronce | –70 kg           |
| 2013                | Bangkok (Tailandia)     | Medalla de plata  | –70 kg           |
| 2015                | Kuwait (Kuwait)         | Medalla de oro    | –70 kg           |